# 聰嫂私房甜品
聰嫂私房甜品是一家香港連鎖甜品店。2004年由藝人梁思浩與「聰哥」林漢聰、「聰嫂」合資創辦，以售賣水果甜品聞名。因大股東之間的財務糾紛，2020年1月6日於香港全線結業。

## 歷史
2004年藝人梁思浩被無綫電視解約後，與曾擔任香港電台餐廳老闆的「聰哥」和「聰嫂」投於逾百萬元創辦聰嫂私房甜品。店舖主要售賣水果甜品，其中特色產品包括「龍眼椰果西米露」、「士多啤梨豆腐花」及「薑汁意大利涼粉」。劉德華光顧後親筆書法「聰嫂甜品」四字，並於墨寶掛於坑口分店內。於高峰期曾於香港開設十間分店。
在藝人曹眾的引薦下，梁思浩於2015年以一億港元向小南國集團創辦人王慧敏出售聰嫂私房甜品的中國內地經營權，澳門的經營權則由何鴻燊的四太太梁安琪購入，以聯營方式在中國內地及澳門開設多間分店，並開設副線「聰少甜品」。截至2020年1月，聰嫂私房甜品於中國內地及澳門有超過300間分店。

## 財務糾紛
2015年的股權交易完成後，小南國集團創辦人王慧敏、執行董事朱曉霞、「聰哥」與梁思浩以眾敏（香港）投資有限公司的名義持有聰嫂私房甜品有限公司的55%股份。王慧敏與朱曉霞分別持有眾敏（香港）投資有限公司47.5%股份，而聰哥及梁思浩則分別只持有4.25%及0.75%股份。聰嫂私房甜品有限公司的其餘45%股份則包括梁安琪及曹眾在內的12名股東持有。
朱曉霞是眾敏公司銀行帳戶的唯一管理人。2019年1月，朱曉霞被揭發在2015年6月至2018年8月期間將1.48億元在其他股東不知情下轉移至朱曉霞的個人帳戶及2間香港公司的戶口。
2019年3月，朱曉霞在特別股東大會中被解除於眾敏公司的董事職務，5月更被控告違反信託責任，遭入稟追討1.4億港元。2019年8月23日，創辦人「聰哥」與梁思浩入稟向朱曉霞追討1,500萬人民幣的花紅。2019年12月9日，仍擔任聰嫂私房甜品有限公司董事的朱曉霞入稟要求將公司清盤。2020年1月6日，聰嫂私房甜品宣佈於香港的五間分店全線停業。有員工向傳媒透露公司拖欠租金及運輸費用多月。2020年1月24日，高等法院批准朱曉霞的進一步申請，在清盤案有結果前，就聰嫂私房甜品有限公司委任臨時清盤人。
2020年7月8日，高等法院頒令聰嫂私房甜品清盤。